# Rối loạn giao tiếp
Rối loạn giao tiếp là bất kỳ rối loạn nào ảnh hưởng đến khả năng hiểu, phát hiện hoặc áp dụng ngôn ngữ và lời nói của một cá nhân để tham gia thảo luận hiệu quả với người khác. Sự chậm trễ và rối loạn này có thể bao gồm từ thay thế âm thanh đơn giản đến không có khả năng hiểu hoặc sử dụng ngôn ngữ bản địa của một người.

## Chẩn đoán
Rối loạn và xu hướng bao gồm và loại trừ trong danh mục rối loạn giao tiếp có thể thay đổi theo nguồn. Ví dụ, các định nghĩa do Hiệp hội Thính giác Ngôn ngữ Ngôn ngữ Hoa Kỳ đưa ra khác với định nghĩa của Hướng dẫn thống kê chẩn đoán phiên bản thứ 4 (DSM-IV).
Gleanson (2001) định nghĩa một rối loạn giao tiếp là một rối loạn ngôn ngữ và lời nói trong đó đề cập đến các vấn đề trong giao tiếp và trong các lĩnh vực liên quan như chức năng vận động miệng. Sự chậm trễ và rối loạn có thể bao gồm từ thay thế âm thanh đơn giản đến không có khả năng hiểu hoặc sử dụng ngôn ngữ bản địa của một người. Nói chung, rối loạn giao tiếp thường đề cập đến các vấn đề trong lời nói (hiểu và/hoặc diễn đạt) gây cản trở đáng kể đến thành tích và/hoặc chất lượng cuộc sống của một cá nhân. Biết định nghĩa hoạt động của cơ quan thực hiện đánh giá hoặc đưa ra chẩn đoán có thể giúp ích cho người bệnh.
Những người nói nhiều hơn một ngôn ngữ hoặc được coi là có điểm nhấn trong nơi cư trú của họ sẽ không bị rối loạn ngôn ngữ nếu họ nói theo cách phù hợp với môi trường gia đình của họ hoặc đó là sự pha trộn giữa môi trường trong nhà và nước ngoài.

### DSM-IV
Theo DSM-IV-TR, rối loạn giao tiếp thường được chẩn đoán đầu tiên ở thời thơ ấu hoặc thanh thiếu niên, mặc dù chúng không bị giới hạn như rối loạn thời thơ ấu và có thể tồn tại đến tuổi trưởng thành.   Chúng cũng có thể xảy ra với các rối loạn khác.